# Puwa
Puwa (kinesiska: 蒲洼, 蒲洼乡) är en socken i Kina. Den ligger i Fangshan i storstadsområdet Peking, i den norra delen av landet, omkring 78 kilometer väster om stadskärnan. Antalet invånare är 2 472. Befolkningen består av 1 231 kvinnor och 1 241 män. Barn under 15 år utgör 9,0 %, vuxna 15-64 år 66 %, och äldre över 65 år 23,0 %.